# Vassili Outkine
Pour les articles homonymes, voir Outkine.
Vassili Viatcheslavovitch Outkine (en russe : Василий Вячеславович Уткин), né le 26 mars 1972 à Balachikha (dans l'oblast de Moscou, république socialiste fédérative soviétique de Russie, URSS) et mort le 19 mars 2024 à Moscou (Russie), est un journaliste sportif soviétique puis russe, reporter et auteur, ancien participant de l'émission télévisée, Football Club, présentateur de télévision et de radio, acteur et ancien propriétaire du site en ligne russe de sport Sports.ru (ru).

## Carrière
Vassili Outkine est nommé rédacteur en chef des chaînes de sport de  NTV Plus le 1er septembre 2010 jusqu'au changement de structure à Match TV. En 2013, il présente avec Boris Kortchevnikov L'Histoire de l'humour russe («История российского юмора») (20 émissions enregistrées, dont 4 sont diffusées sur STS). Il quitte Match TV après avoir refusé de travailler avec Tina Kandelaki en 2015. En 2020, ses opinions sur la politique menée en Russie sont fortement critiquées par le journaliste vedette Vladimir Soloviov, ce qui provoque un débat médiatique.
Vassili Outkine est connu du public russe pour ses déclarations à l'emporte-pièce sur des clubs de football ou sur des hommes politiques, dont certaines ont provoqué des scandales à l'étranger,,,,.
Vassili Outkine a subi deux fois des attaques, une fois en 2001 et une autre fois en 2019, cette dernière causée indirectement par l'ancien entraîneur de l'équipe nationale russe de football Stanislav Tchertchessov. 
Il joue aussi épisodiquement dans Kvartet I (épisodes: Le Jour de l'élection, 2007, 2016),.

## Distinction
Il a reçu le prix TEFI en 2005, comme « meilleur commentateur sportif ».